# Péter Biros
Péter Biros (Miskolc, 5 de abril de 1976) é um jogador de polo aquático húngaro, tricampeão olímpico.

## Carreira
Péter Biros fez parte do elenco campeão olímpico de 2000, 2004 e 2008.